# Basse
Basse  is een buurtschap in de gemeente Steenwijkerland, in de Nederlandse provincie Overijssel. De buurtschap is gelegen in de Kop van Overijssel, ten westen van Steenwijkerwold, dicht bij de grens met de provincie Friesland.